# Арапска побуна
Арапска побуна је избила 1916. године са циљем остварења независности Арапа од Османског царства и стварања јединствене арапске државе од Алепа у Сирији до Адена у Јемену. Побуну је иницирао шериф Меке Хусеин ибн Али.

## Позадина
Успон национализма у Отоманском царству датира најмање од 1821. Арапски национализам има своје корене у Машрику (арапске земље источно од Египта), посебно у земљама Леванта. Политичка оријентација арапских националиста пре Првог светског рата била је углавном умерена. Њихови захтеви су били реформистичке природе и углавном ограничени на аутономију, већу употребу арапског језика у образовању и промене у мирнодопској регрутацији у Отоманском царству како би се арапским регрутима омогућила локална служба у Отоманској војсци.
Младотурска револуција почела је 3. јула 1908. и брзо се проширила по целом царству. Као резултат тога, султан Абдул Хамид II је био приморан да објави обнављање Устава из 1876. и поновно сазивање Османског парламента. Период је познат као Друга уставна ера. На изборима 1908. године, младотурски Комитет уније и прогреса (КУП) успео је да добије предност против Либералне уније, коју је предводио Султанзаде Сабахадин. Нови парламент је имао 142 Турака, 60 Арапа, 25 Албанаца, 23 Грка, 12 Јермена (укључујући четири Дашнака и два Хунчака), пет Јевреја, четири Бугара, три Србина и једног Влаха.
КУП је сада дао већи нагласак централизацији и модернизацији. Он је проповедао поруку која је била мешавина панисламизма, османизма и пантурцизма, која је прилагођавана како су услови то налагали. У срцу, КУП-а су били турски националисти који су желели да Турке виде као доминантну групу унутар Отоманског царства, што је антагонизирало арапске вође и подстакло их да размишљају у сличним националистичким терминима. Арапски чланови парламента подржали су контрапуч из 1909. године, који је имао за циљ демонтажу уставног система и обнову апсолутне монархије султана Абдула Хамида II. Збачени султан покушао је да обнови Османски калифат тако што је прекинуо секуларну политику младотурака, али је, заузврат, отеран у изгнанство у Селаник инцидентом од 31. марта у којем су младотурци победили контрапуч, и на крају га је заменио брат Мехмед V.
Године 1913, интелектуалци и политичари из Машрика састали су се у Паризу на Првом арапском конгресу. Они су поставили низ захтева за већу аутономију и једнакост унутар Отоманског царства, укључујући да се основно и средње образовање у арапским земљама предаје на арапском језику, да мирнодопски арапски регрути служе у отоманској војсци у близини свог матичног региона и да буде најмање три арапска министра у османском кабинету.

## Лоренс од Арабије
Шериф Меке Хусеин ибн Али је био вођа арапских националиста. Склопио је око 8. јуна 1916. савез са Великом Британијом и Француском против Османског царства. Арапске снаге су предводили његови синови Абдулах и Фејсал. Британска влада у Египту је одмах послала младог официра да ради са Арапима. Био је то Т. Е. Лоренс, познат као Лоренс од Арабије.
Лоренс од Арабије је много допринео арапској побуни тиме што је убедио арапске вође (Абдулаха I од Јордана и Фејсала I од Ирака) да је потребно координирати њихове арапске акције са британском стратегијом. Успео је убедити арапске вође да не нападају Турке да би их истерали из Медине, него да нападају њихове линије комуникације, тј посебно Хеџаз железницу. Тиме је било везано јако много турске војске да штите и стално поправљају штете на железници. Користили су се герилском тактиком „удри и бежи“.
Лоренс од Арабије је организовао арапски напад на лучки град Акабу, која је била битна за Британце као база за опскрбу Египатскога експедиционог корпуса али и за помоћ арапској побуни. Арапи су заузели Акабу 6. јула 1917. године. Током битке Британаца и Турака на подручју Газе и Биршебе Арапи су низом малих напада нападали турске положаје. Помогли су да генерал Аленбај освоји Јерусалим пре Божића 1917. године.

## 1918 - крај борби
Током 1918. арапска коњица је постајала све моћнија и значајнија. Она је британске снаге стално извештавала о турским позицијама. Осим тога стално су нападали турске јединице за снабдевање, мале гарнизоне и уништавали су железничку пругу. Могуће је да је британска задња офанзива и битка за Мегидо (1918) била тако успешна. Отоманска војска је уништена за мање од десет дана борбе. Аустралијска лака коњица је без борбе дошла до Дамаска 30. септембра 1918. године. Лоренс од Арабије је са арапском војском ујахао у Дамаск 1. октобра 1918. да би примио предају града. На крају рата Египатски експедициони корпус је заузео данашњи Израел, Јордан, Либан, јужну Сирију и велики део Арапскога полуострва.
Арапске снаге су бројале око 5.000 побуњеника. Главни допринос арапске побуне је да су везали десетке хиљада турских војника, који би иначе били употребљени за напад на Суецки канал.
Велика Британија и Француска су склопиле тајни Сајкс-Пикотов споразум из 1916. по коме деле интересне сфере на Блиском истоку. Арапско подручје су поделили неповољно по Арапе у суштини кршећи обећања која су им дали. Тајном Сајкс-Пикот споразум прикључила се и Русија. Након Октобарске револуције Лењин је објавио садржај тајнога споразума.
Осим тога и Балфоровом декларацијом из 1917. Велика Британија је обећала Јеврејима државу у Палестини.